# حيد المحيط الهادئ والقطب الجنوبي
61°59′58″S 157°00′01″W / 61.999555°S 157.000165°W

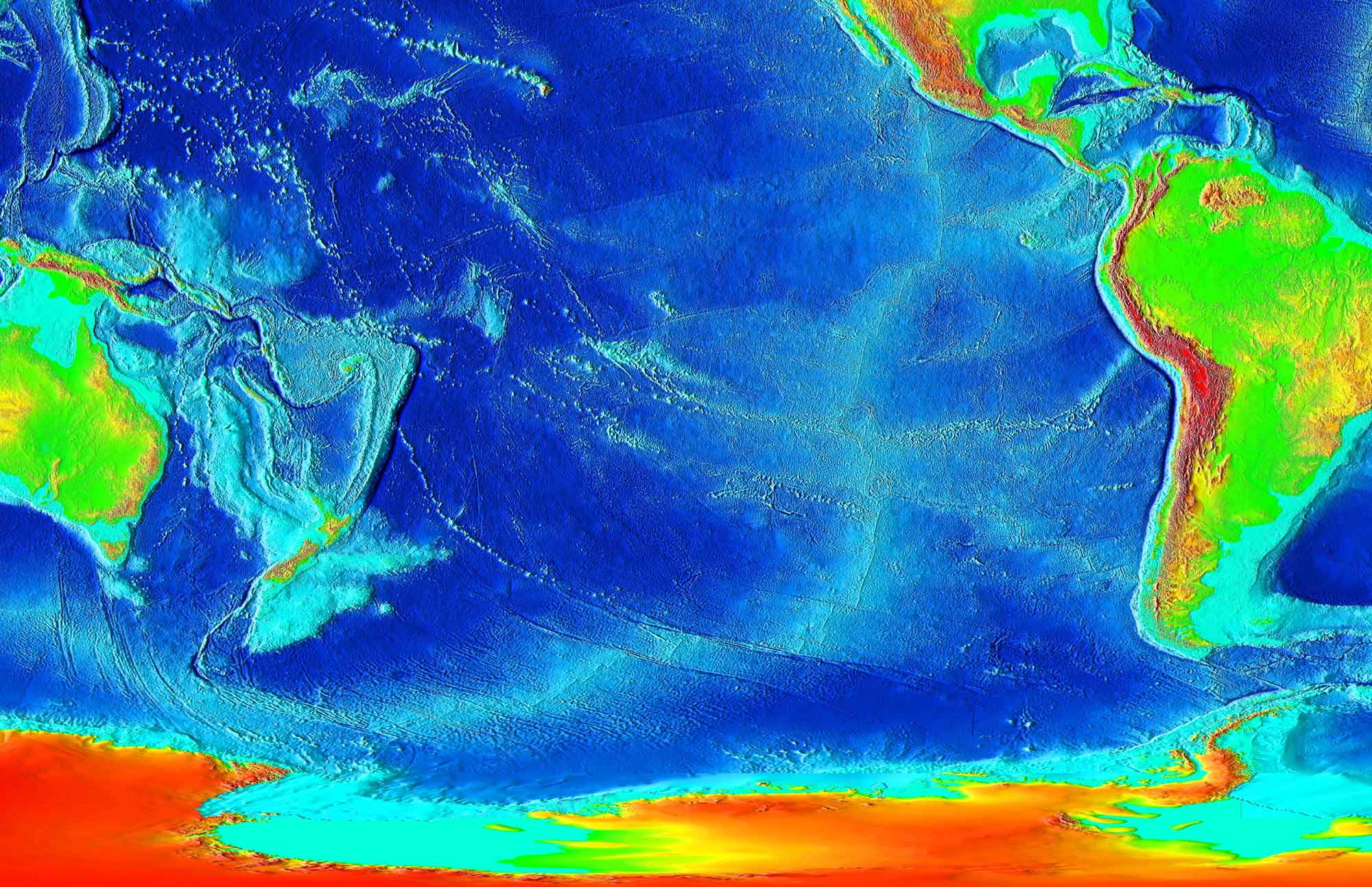
يمثل حيد المحيط الهادئ والقطب الجنوبي الامتداد الجنوبي لحيد شرق المحيط الهادئ.

حيد المحيط الهادئ والقطب الجنوبي  هي حدود متباعدة توجد في قاع جنوب المحيط الهادئ، لفصل صفيحة المحيط الهادئ عن صفيحة القطب الجنوبي. يعتبر الجزء الجنوبي من مرتفعات شرق المحيط الهادئ في بعض الاستخدامات، في بعض الأعراف يُمثل ذلك سلسلة منحدرات شرق المحيط الهادئ، ولكنه في العموم يقع في جنوب منطقة صدع تشالنجر ويمتد إلى ملتقى ماكواري الثلاثي بجنوب نيوزيلندا.
وعند الاتجاه نحو الشمال الغربي من أعراف المحيط الهادئ والقطب الجنوبي، نُلاحظ وجود سلسلة طويلة من الجبال البحرية المسماة سلسلة جبال لويزفيل البحرية والتي يُعتقد أنها تكونت نتيجة انزلاق صفيحة المحيط الهادئ التكتونية على نقطةٍ قديمة مكونة من صخر بركاني منصهر يُطلق عليها المركز البركاني لويزفيل. ولقد تمت تسمية المركز البركاني لويزفيل على اسم مكتشفه، جورج لويس، وهو عالم جيولوجيا معروف.